# 若尊

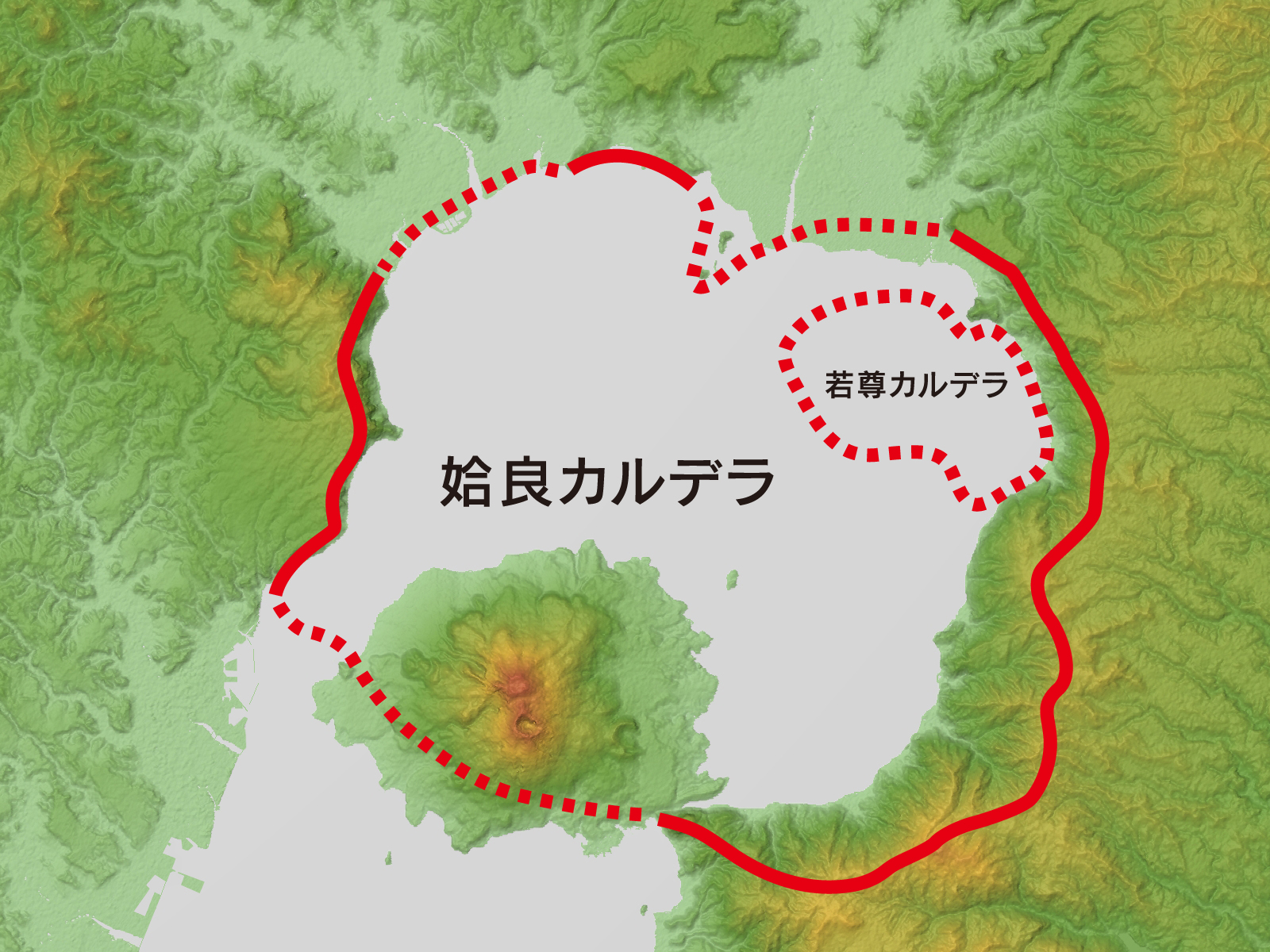
姶良カルデラと若尊カルデラ

若尊（わかみこ）とは、日本の鹿児島湾北東部の海中にある南北約2.5キロメートル、東西約3.5キロメートルの海底カルデラおよび海底火山群。2003年（平成15年）には活火山に指定された。

## 概要
カルデラは、水深約200メートルの平坦な地形で、姶良カルデラの一部となっており、約25,000年前に起きた、姶良大噴火の主要な火口の跡と考えられている。海底火山は、タギリ中央火口丘、ホリノデ中央火口丘、アブラツボ中央火口丘などがあり、記録に残っている噴火はないが現在も活動が継続しており、年間数回から数十回の微小な地震が観測される。海底において活発な噴気活動が観察されており、海面に泡となって現れることから地元漁師の間で「滾り（たぎり）」と呼ばれている。また、この若尊海底火山からの噴出物により、鹿児島湾内安永諸島のひとつが形成されたと考える研究者もいる。

## 主な調査
1970年代から姶良カルデラの活動年代や活動状態調査の一環で様々な調査研究行われている。
- 1977年 噴気中に二酸化炭素と硫化水素が検出され、火山性の活動であることが確認された。
- 2003年 海洋研究開発機構のハイパードルフィンを使用した調査では、海底表面に熱水が浸み出ている様子を採集した海水から確認。また、海底下20m で、137℃を観測している[3]。
- 2007年 熱水噴出口（チムニー）が発見された[4]。また、噴出口の熱水の温度は、187.3℃と報告されている[1]。
- 2007年、2008年に実施された熱水噴出口付近の海底堆積物採取調査では、採取された柱状海底堆積物試料中に高濃度のアンチモンが確認された。周囲の岩石も輝安鉱の塊であったことより、日本国内需要の180年分のアンチモンの埋蔵が見込まれた。金も計算上は25t程度埋蔵されると試算された[5]。

## 生物群
1993年の調査によって噴気口周辺の海底に新種のハオリムシ（チューブワーム）が生息しており、サツマハオリムシと名付けられた。